# Rendsburger Kreisbahn RK 12
Die Rendsburger Kreisbahn RK 12 war eine dreiachsige Diesellokomotive der Lokomotivfabrik Jung mit einer Spurweite von 1000 mm, Type Jung L 131 C, mit Stangenantrieb. Sie wurde an die Rendsburger Kreisbahn geliefert und nach deren Stilllegung bei verschiedenen anderen Kleinbahnen eingesetzt.

## Geschichte und Einsatz

### Rendsburger Kreisbahn RK 12
Als Ersatz für die geplante Beschaffung der Dampflokomotive KDL 10 der Rendsburger Kreisbahn wurde die Lokomotive 1951 als zweite Diesellokomotive der Gesellschaft gekauft. Sie sollte auch im Personenverkehr die Dampflokomotiven ersetzen. Zudem war sie für den Einsatz auf der vierschienigen Hafenstrecke mit zusätzlichen Hülsenpuffern ausgerüstet, um Normalspur-Güterwagen rangieren zu können. Die Lokomotive mit 120 PS erhielt bei der Kreisbahn die Bezeichnung RK 12. Beim Betriebsende auf der Kreisbahn 1957 war die Lokomotive noch relativ neu und wurde weiterverkauft.

### Kleinbahn Selters–Hachenburg V 12
Mit Finanzierungshilfe des Landes Rheinland-Pfalz wurde die Lokomotive 1957 von der Kleinbahn Selters–Hachenburg erworben. Ihr wurden zuvor von Jung einige Verbesserungen eingebaut. Beim mittleren Radsatz wurden die Spurkränze geschwächt, um die Kurvenläufigkeit zu verbessern. Das Strömungsgetriebe wurde mit einem Schaltzylinder zum Entleeren versehen, um beim Ansprechen der Sicherheitsfahrschaltung den Kraftfluss abzuschalten. Für das direkte Kuppeln der Lok mit Normalspurwagen waren die Puffer zu tief angeordnet, trotzdem wurde ihre Lage beibehalten, ebenso die laufende Nummer 12.
Die Lokomotive war für den verbliebenen Betrieb auf dem Streckenabschnitt Selters–Herschbach im Güterverkehr vorgesehen. Nach der Stilllegung der KSH wurde die Lokomotive 1961 an die Kleinbahn Leer–Aurich–Wittmund weiterverkauft.

### Kleinbahn Leer–Aurich–Wittmund D 12
Bei der Kleinbahn Leer–Aurich–Wittmund wurde die Lokomotive ab 1961 eingesetzt und 1968 verschrottet. Für den Rollbockbetrieb wurden die Normalspur-Puffer höhergesetzt. Das ergab ein anderes Aussehen mit höher gelegenen, kleineren Lampen.

## Technik
Die Lokomotive hatte einen einfachen Vorbau für die Maschinenanlage, dahinter lag das Führerhaus. Seitlich im Vorbau waren Türen zur Wartung der Maschinenanlage. Im Führerhaus lag der Führertisch in der Mitte der Vorderwand. Bedienelemente zum Fahren und Bremsen waren auf beiden Führerhausseiten vorhanden. Die Lokomotive hatte einen einfachen Blechrahmen mit Versteifungen und war als Schweißkonstruktion ausgeführt. Die Pufferbohlen waren zusätzlich verstärkt.
Die Maschinenanlage bestand aus einem Sechszylinder-Viertakt-Dieselmotor. Das Voith-Getrieb besaß einen Anfahr- sowie einen Marschwandler. Das Wendegetriebe war von Jung. Es war am Strömungsgetriebe angeschraubt. Damit wurde eine zwischen der zweiten und dritten Achse angeordneten Blindwelle angetrieben, die über Kuppelstangen die Achsen antrieb.